# Roanokes

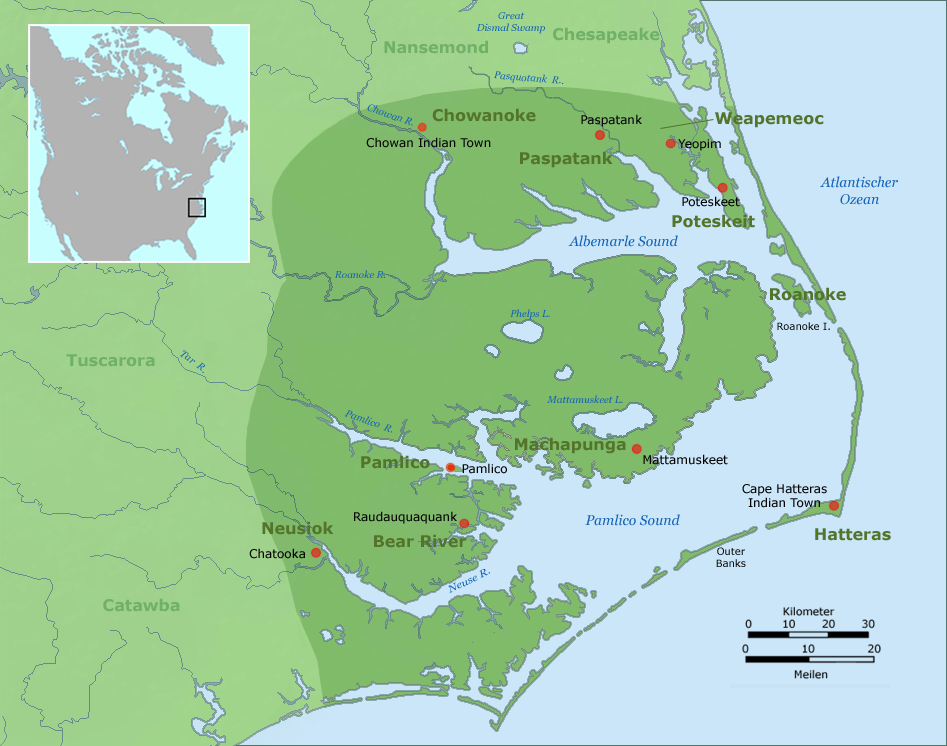
Distribució dels parlants algonquins de Carolina

Els roanokes, també pronunciat Roanoac, era una tribu d'amerindis de Carolina de parla algonquina que vivia a l'actual comtat de Dare, a l'illa de Roanoke i part de la terra ferma en el moment de l'exploració i colonització anglesa. Van ser una de les nombroses tribus algonquines de Carolina, que poden haver sumat un total de 5.000-10.000 persones a l'est de Carolina del Nord en el moment de trobada amb els anglesos.
El darrer cap tribal conegut dels roanokes fou Wanchese, que va viatjar a Anglaterra amb els colons en 1584. La tribu més petita dels croatan podria haver estat una branca dels roanokes o una tribu separada aliat d'ells.

## Història
Els roanoke poden haver tingut la seva capital a la costa occidental de Croatan Sound, a Dasamonguepeuk. Aquesta va ser una de les ciutats importants assenyalades pels colons anglesos al segle xvi.
Nombrosos noms de llocs eren derivat del roanoke